# Natalja Walerjewna Botschina
Natalja Walerjewna Botschina (russisch Наталья Валерьевна Бочина, engl. Transkription Natalya Bochina; * 4. Januar 1962) ist eine ehemalige russische Sprinterin, die für die Sowjetunion startete.
Bei den Olympischen Spielen 1980 in Moskau gewann sie die Silbermedaille im 200-Meter-Lauf hinter Bärbel Wöckel aus der DDR und vor der Jamaikanerin Merlene Ottey sowie die Silbermedaille in der 4-mal-100-Meter-Staffel zusammen mit ihren Teamkolleginnen Wera Komissowa, Ljudmila Maslakowa und Wera Anissimowa.
1981 gewann sie bei den Halleneuropameisterschaften in Grenoble Silber über 400 Meter.
1981 wurde sie sowjetische Meisterin über 100 und 200 Meter. In der Halle wurde sie 1981 Meisterin über 300 Meter und 1984 sowie 1986 Meisterin über 200 Meter.

## Persönliche Bestzeiten
- 100 m: 11,14 s, 25. Juni 1990, Leningrad
- 200 m: 22,19 s, 30. Juli 1980, Moskau
  - Halle: 23,10 s, 8. Februar 1986, Moskau
- 400 m: 51,47 s, 25. Juli 1981, Leningrad
  - Halle: 52,32 s, 22. Februar 1981, Grenoble